# باسارون دي لا فيرا
بلدية باسارون دي لا فيرا (بالإسبانية: Pasarón de la Vera)‏، هي بلدية تقع في مقاطعة قصرش والتي تقع في منطقة إكستريمادورا، غرب إسبانيا.
يبلغ عدد سكانها 711 نسمة وفقاً لإحصائية سنة (2002).